# الاحتجاجات خلال النشيد الأمريكي
الاحتجاجات خلال النشيد الأمريكي هي احتجاجات ظهرت لأول مرة في أغسطس 2016، عندما احتج لاعب فريق سان فرانسيسكو 49 لكرة القدم الأمريكية كولين كايبرنيك خلال الدوري الوطني لكرة القدم الأمريكية، ضد وحشية شرطة بلاده وعنصريتها مع الأمريكيين السود، من خلال الركوع على ركبة واحدة خلال النشيد الوطني الأمريكي. وطوال المواسم التالية، انخرط أعضاء من اتحاد كرة القدم الأميركية وفرق رياضية أخرى في احتجاجات صامتة مماثلة.
أطلق على هذه الوضعية اسم "taking a knee" أو "taking the knee" أي وضعية «أخذ الركبة».
منذ عام 2017، بدأ العديد من اللاعبين في الاحتجاج بهذه الطريقة ردا على الانتقادات التي وجهها الرئيس دونالد ترامب لزميلهم، فيما تبناها البعض الآخر كطريقة للاحتجاج ضد سياسات ترامب منذ توليه منصبه. وصف بعض المراقبين الاحتجاجات بأنها ذات دوافع سياسية أو وطنية وأشادوا بالوعي الاجتماعي للاعبين، بينما انتقد آخرون الاهتمام الممنوح للقضايا الاجتماعية خلال الأحداث الرياضية، واصفين الاحتجاجات بأنها غير وطنية أو غير محترمة.
في 24 سبتمبر 2017، أصبحت هذه الاحتجاجات أكثر انتشارًا في اتحاد كرة القدم الأميركية عندما ركع أكثر من 200 لاعب ضد دعوة الرئيس ترامب «بلإطلاق النار» على اللاعبين المحتجين.

## معرض الصور

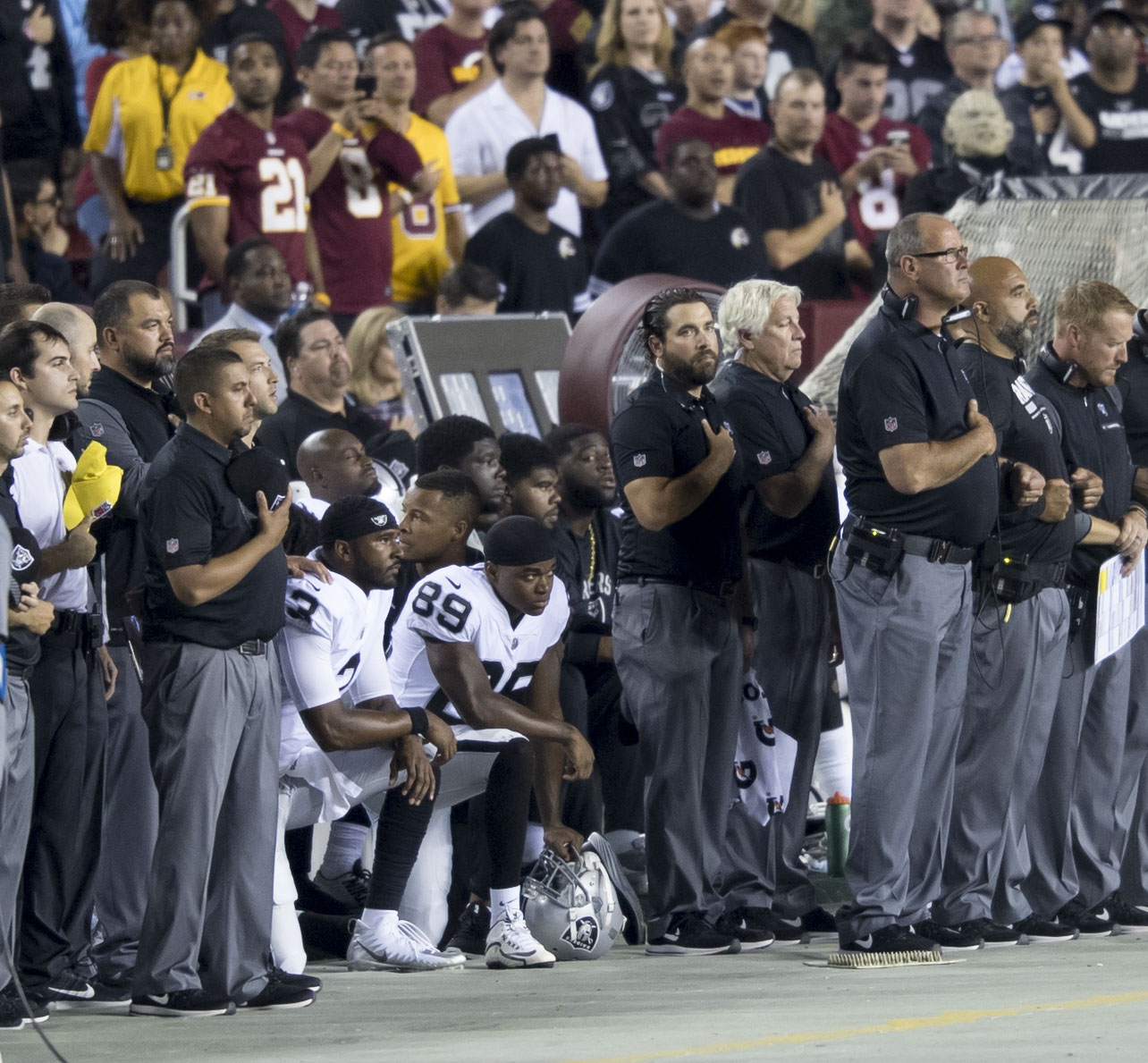
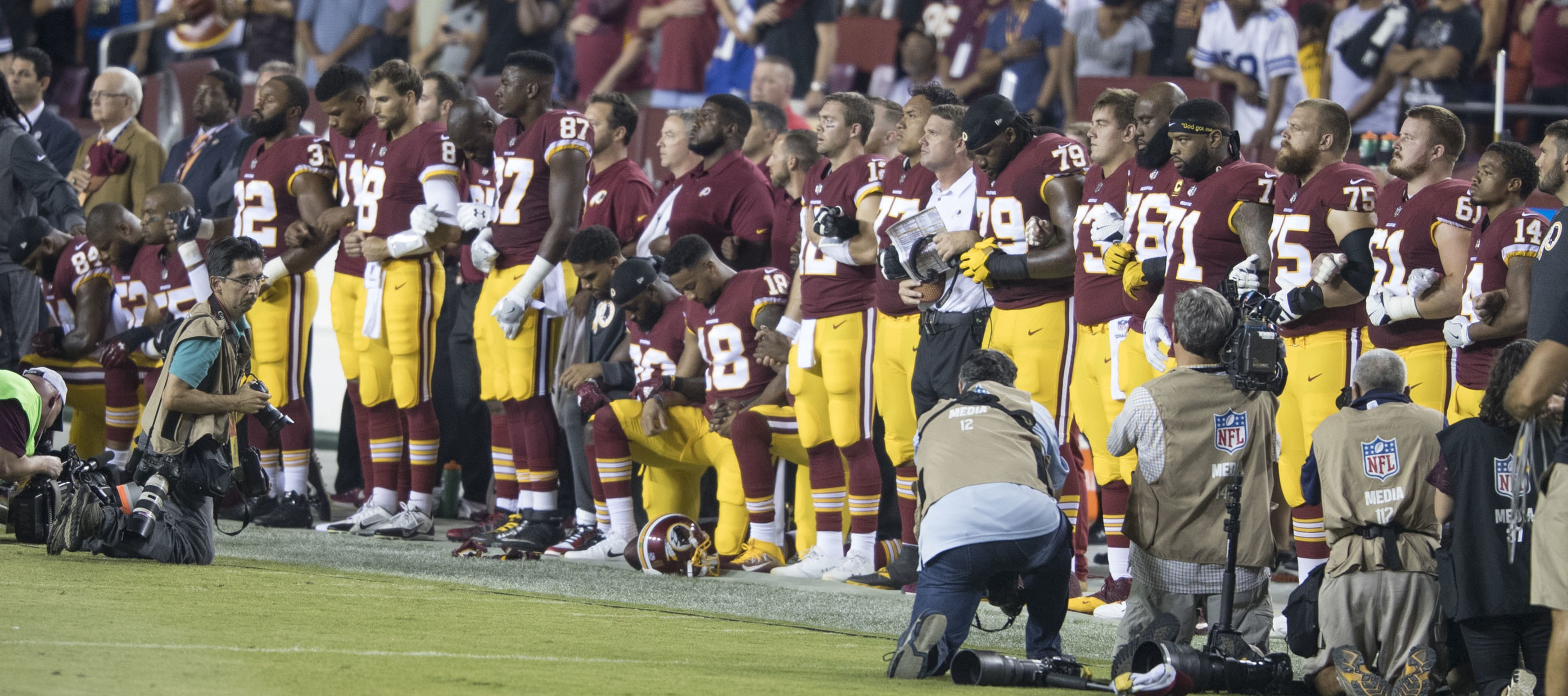
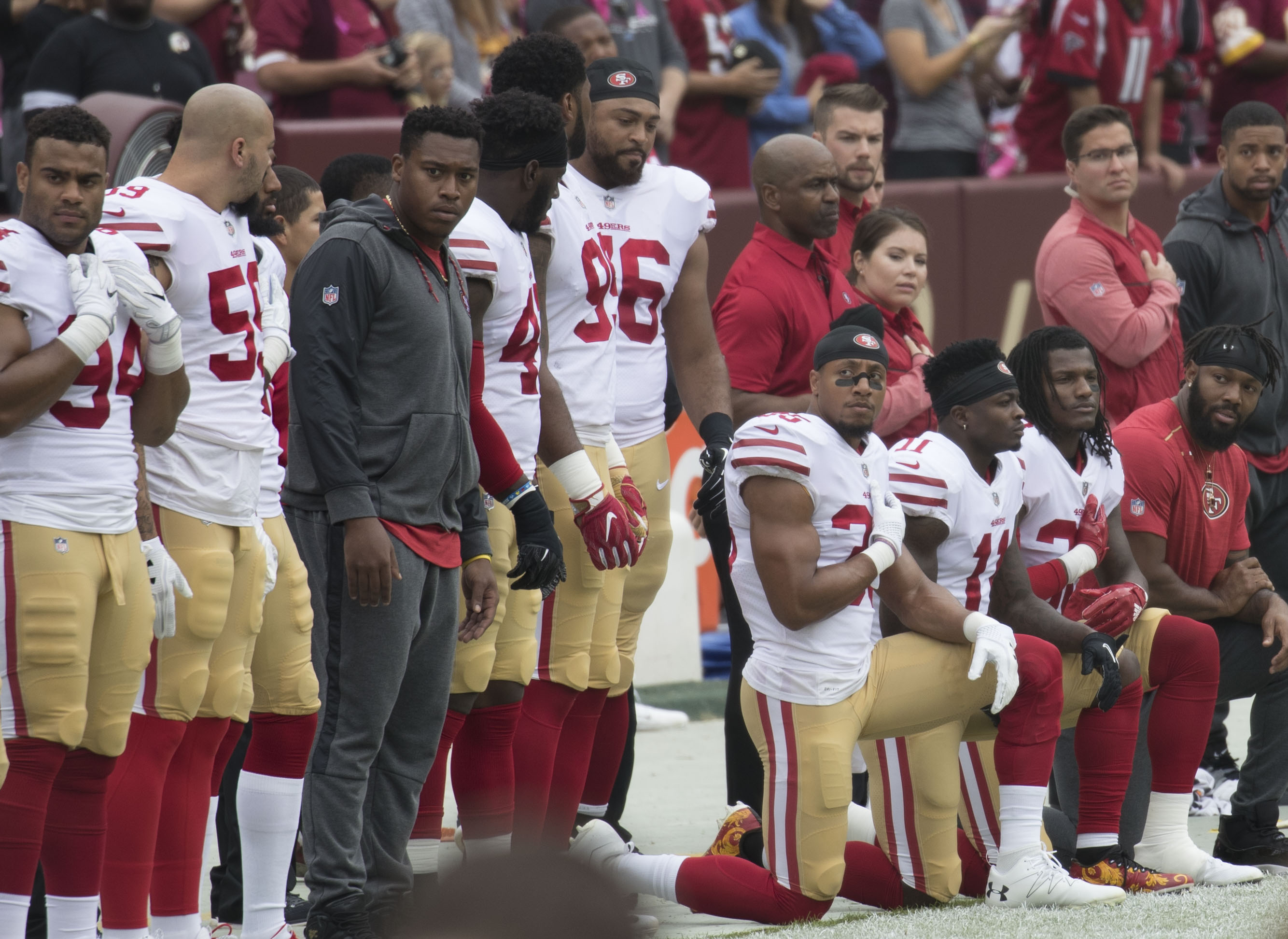